# L'occasione per cambiare
L'occasione per cambiare (Outside Providence) è un film del 1999 diretto da Michael Corrente e tratto dal romanzo Outside Providence di Peter Farrelly, basato sulle sue esperienze presso la Kent School, a Kent, nel Connecticut.

## Trama
Anni '70. Tim Dunphy, adolescente di Pawtucket, Rhode Island, entra nel circolo della droga. In seguito ad un incidente da lui provocato, il padre lo manda in una scuola privata dove però il ragazzo fa fatica ad integrarsi.

## Produzione
Gli esterni della scuola furono filmati presso l'Università del Rhode Island, mentre le scene interne nella Cranston Street Armory nel west end di Providence. 

## Accoglienza

### Incassi
Girato con un budget di 7 milioni di dollari, il film ne ha incassato 7.302.522.

### Critica
Rotten Tomatoes dà al film un punteggio del 50% basato su 74 recensioni.